# World Checklist and Bibliography of Fagales
World Checklist and Bibliography of Fagales, (abreujat World Checkl. Bibliogr. Fagales), va ser un llibre editat per la Royal Botanic Gardens of Kew i publicat el 27 de maig 1998, amb el nom de World Checklist and Bibliography of Fagales: Betulaceae, Corylaceae, Fagaceae and Ticodendraceae.